# Svanatjärnen (Resele socken, Ångermanland)
Svanatjärnen är en sjö i Sollefteå kommun i Ångermanland och ingår i Ångermanälvens huvudavrinningsområde.